# Karl Schubert (Schwimmer)
Karl Schubert (* 20. Mai 1908 in Neisse; † 18. März 1991 in Pirmasens) war ein deutscher Schwimmer, der in den Jahren um 1930 für Borsil Breslau startete. Er gewann vier deutsche Meisterschaften und war auch international erfolgreich.

## Deutsche Meisterschaften
- 100 m Freistil 1928 und 1931
- 200 m Freistil 1930 und 1931

## Europameisterschaften
1931 in Paris gewann Schubert mit der 4-mal-200-Meter-Freistilstaffel (zusammen mit Herbert Heinrich, Raimund Deiters und Hans Balk) in 9:48,6 min die Silbermedaille hinter dem mit 9:34,0 min siegreichen Team aus Ungarn. Die Mannschaft aus Italien konnte knapp (mit vier Zehnteln Vorsprung) auf Platz 3 verwiesen werden.

## Olympische Spiele
Bei den Olympischen Spielen 1928 in Amsterdam ging Schubert über 100 m Freistil sowie mit der 4 × 200-m-Staffel (zusammen mit August Heitmann, Friedel Berges und Herbert Heinrich) an den Start, allerdings ohne Erfolg. Die Staffel wurde im Vorlauf disqualifiziert, und bei seinem Einzelstart musste Schubert als Fünfter und Letzter seines Semifinales die Konkurrenz ebenfalls vorzeitig beenden.